# حسن چگینی
حسن چگینی(۱۳۰۷–۱۷ فروردین ۱۴۰۴) سرتیپ نیروی زمینی، معاون و قایم مقام وزیر وزیر دفاع ملی پس از انقلاب در دوره وزارت دفاع چمران و پدر علم مدیریت راهبردی ایران است. وی پس از کشته شدن چمران از ارتش بازنشسته شد.
چگینی از مدرسان برجسته دروس نظامی در دانشکده افسری، دانشگاه فرماندهی و ستاد آجا و دانشگاه عالی دفاع ملی است که عنوان یکی از نخستین مدرسان «مدیریت استراتژیک» و «طرح‌ریزی، برنامه‌ریزی و بودجه‌بندی» در ایران شناخته می‌شود.

## تولد و خانواده
حسن چگنی در سال ۱۳۰۷ در روستای مست سفلی از توابع استان مرکزی به دنیا آمد،پدرش اسماعیل  چگینی ارتشی بود و چند سال بعد از تولد حسن از دنیا رفت. او  تحصیلات ابتدایی و دبیرستان را در اراک به پایان برد.

در زمان انقلاب ایشان درجه سرهنگ تمام داشتند و در روز ۲۳ بهمن ۵۷ اولین افسری بود که وارد ستاد مشترک شد و کار جلوگیری از فروپاشی ارتش را شروع کرد
ایشان جزو اولین افسرانی بود که بعد از انقلاب ۵۷ و در فروردین سال ۱۳۵۹ درجه سرتیپی دریافت کرد، در دوره وزارت شهید چمران و شهید فکوری ایشان معاونت مالی و قائم مقام وزیر دفاع بودند
تیمسار چگینی در سال ۱۳۶۰ به افتخار بازنشستگی نائل شد اما کماکان در دانشگاه‌های پدافند ملی، علوم و فنون فارابی و امام حسین تدریس می‌کرد و به مدت ۶ سال در زمان ریاست مهندس روغنی زنجانی نیز مشاور دفاعی ایشان در سازمان برنامه و بودجه بود

## تحصیلات
چگینی در سال ۱۳۳۳ از دانشکده افسری ارتش فارغ‌التحصیل شده و دوره‌های مدیریت پرسنلی، مدیریت بودجه و مقدماتی رسته‌ای، مدیریت بودجه و مقدماتی رسته‌ای را در سالهای ۱۳۳۶ تا ۱۳۴۲ در آمریکا گذراند. وی سپس وارد دانشکده دافوس شده و در سال ۱۳۴۶ از آنجا فارغ‌التحصیل شد. او همچنین دوره‌های کنترلر نظامی و طرح‌ریزی، برنامه‌ریزی و بودجه‌بندی و دوره یک‌ساله کالج دانشگاه دفاع ملی را نیز در آمریکا دیده بود.

## مناصب سیاسی و نظامی
چگینی فعالیتهای خود را در نیروی زمینی ارتش آغاز کرد و پس از پایان دانشکده افسری و دیدن دوره‌های مختلف در آمریکا و فارغ‌التحصیلی از دافوس سمت‌هایی مانند : معاون طرح و برنامه اداره کنترلر ستاد مشترک ارتش (۱۳۴۷–۱۳۵۰)، سرپرست برنامه و بودجه اداره پنجم ستاد مشترک، سرپرست معاونت طرح و برنامه وزارت دفاع ۱۳۵۵/۰۹/۲۲–۱۳۵۷/۱۲/۲۰، معاون اداره هفتم برنامه و بودجه ستاد مشترک ارتش (۱۳۵۷/۱۲/۲۰ – ۱۳۵۸/۰۷/۰۱)، معاون مالی وزارت دفاع (۱۳۵۸/۰۷/۰۱ – ۱۳۵۹/۱۲/۱۵) را برعهده داشت. او پس از انقلاب هب درجه سرتیپی رسیده و وی در دوران وزارت چمران به عنوان قائم مقام وزیر دفاع (۱۳۵۹/۱۲/۱۵ – ۱۳۶۰/۰۵/۰۱) فعالیت کرده و پس از کشته شدن او مورد بی مهری مسئولان قرار گرفته و بازنشسته شد.
اما در سال ۱۳۶۴ به درخواست سید محمود علیزاده طباطبایی جهت تطبیق خریدهای نظامی با سیستم برنامه بودجه به همراه تیمسار فداکار جانشین سابق رئیس ستاد ارتش، تیمسار شفیعی رئیس سابق اداره سوم عملیات ستاد ارتش و تیمسار شاهوردیان رئیس سابق اداره دوم ستاد ارتش و تیمسار پیرویان رئیس اداره بودجه نیروی دریایی و تیمسار مهندس هاشمی رئیس اداره مهندسی نیروی زمینی در سازمان برنامه مستقر شد و به عنوان مشاور امور دفاعی سازمان برنامه و بودجه (۱۳۶۶ – ۱۳۷۲) فعالیتش را ادامه داد. وی در این دوران به تدریس در دانشکده افسری و دافوس نیز می‌پرداخت
گزارش‌های گروه مشاوران به علیزاده در ارتباط با سازماندهی هزینه‌های دفاعی در نهابت به ادغام کمیته صنایع دفاع و سپاه، ادغام وزارت دفاع و سپاه و همچنین ادغام ستادهای ارتش و سپاه و تشکیل ستاد فرماندهی کل نیروهای مسلح منجر گردید که در آن ریاست سازمان برنامه و بودجه به عنوان معاون طرح برنامه و بودجه ستاد کل تعیین شد. او گروهش از طراحان اولین طرح استراتژی امنیت ملی بودند.

## تالیفات
- مدیریت استراتژیک دفاعی
- آیین‌نامه بودجه و اعتبارات
- آیین‌نامه تعهدات مالی
- آیین‌نامه کد مالی
- آیین‌نامه دارایی در جنگ
- نظام طرح‌ریزی، برنامه‌ریزی و بودجه‌بندی
- طرح‌ریزی استراتژیک و برنامه‌ریزی دفاعی[۶]

## ترجمه
- استراتژی دفاعی
- نظام برنامه‌ریزی دفاعی کشور ژاپن
- راهنمای افسران ستاد مشترک
- طراحی و استقرار سیستمها
- نظام بودجه بندی برنامهای (۱۳۳۹ تا ۱۳۴۳)
- نظام حسابداری تعهدی (۱۳۳۹ تا ۱۳۴۴)
- نظام طرح‌ریزی، برنامه‌ریزی و بودجه‌بندی (۱۳۴۷ تا ۱۳۵۷)
- نظام پرداخت نیروهای مسلح (۱۳۵۱ تا ۱۳۵۳)
- نظام مدیریت استراتژیک دفاعی (۱۳۶۷ تا ۱۳۸۰)[۷]